# Grégory Leca
Grégory Leca (Metz, 22 augustus 1980) is een Franse voetballer (middenvelder) die sinds 2005 voor de Franse eersteklasser SM Caen uitkomt. Voordien speelde hij voor FC Metz.